# Сандер, Генри Фредерик Конрад
Генри Фредерик Конрад Сандер (англ. Henry Frederick Conrad Sander или нем. Heinrich Friedrich Conrad Sander, 4 марта 1847 — 23 декабря 1920) — немецко-английский ботаник.

## Биография
Генри Фредерик Конрад Сандер родился в Ганновере 4 марта 1847 года.
В двадцать лет Сандер поступил в питомники Джеймса Картера и Компании. Там он встретился с Бенедиктом Рёцлем, баварским исследователем и коллекционером растений, с которым решил объединить силы и интересы. Рёцль посылал растения в Англию в течение многих лет, но испытывал недостаток в партнёре, который бы правильно распоряжался поставками. Сандер занимался садоводством и изучением растений семейства Орхидные.
Генри Фредерик Конрад Сандер умер в Брюгге 23 декабря 1920 года.

## Научная деятельность
Генри Фредерик Конрад Сандер специализировался на папоротниковидных и на семенных растениях.

## Почести
Род растений Sanderella Kuntze семейства Орхидные был назван в его честь.